# Dvorac Kroja
Dvorac Kroja je jedno od istorijski najvažnijih obrambenih uporišta u istoimenom gradu u Albaniji, koji je vekovima branjeno od stranih osvajača i središte pobune Đurađa Kastriotia, Skenderbega protiv Osmanskog carstva u 15. veku. Danas je dvorac, kulturno-istorijski spomenik koji simbolizuje albansku upornost i snagu u borbi protiv osvajača. U njemu se nalazi nacionalni muzej Skenderbega, ostaci džamije Fatiha Sultana Mehmeda sa minaretom, etnografski muzej, bazar i tursko kupatilo (hamam).
Dvorac Kroja ponosno je stajao na vrhu kamenite litice, visoko iznad svog grada, poslednjih petnaest vekova, i svedoči o dugoj burnoj istoriji ovog mesta, koje je svojevremeno predstavljalo središte Arbreije (drevno ime Albanije). U vreme kada je Osmansko carstvo vladalo velikim područjima Evrope, uključujući Carigrad i Balkan, ovaj dvorac je ostao neporažen trideset pet godina, zahvaljujući Đurađu Kastriotu Skanderbegu, legendarnom albanskom junaku koji je branio njegove zidove do svoje smrti.

## Opšte informacije
Dvorac Kroja je eliptična tvrđava na vrhu kamenite litice visoke 804 m, koja se prostire na površini od 2,5 hektara. Arheološka iskopavanja iz 1978. pokazuju da je brdo naseljeno još od 3. veka pre nove ere, dok je prvi dvorac podignut u 5. do 6. veku. U blizini dvorca otkriveno je veliko groblje kulture Arbreša.
Današnj dvorca pominje se u 9. veku zajedno sa gradom Krojom kao biskupsko središte. U 13. i 14. veku u dvorcu je bilo središte države Arbr. Tokom perioda vladavine Skanderbega u 15. veku dvorac je postalo albansko uporište — tvrđava.
Danas je dvorac jedno od najpopularnijih i najposećenijih mesta od strane turista.

## Istorija
Kada je moćno Otomansko Carstvo sve više osvajalo pojedine oblasti Balkanskog poluostrva i druge delova Evrope, u 15. veku jedan mali srednjovekovni dvorac u Albaniji ponosno je stajao na vrhu kamenite litice, visoko iznad grada Kroje, i jedno vreme ostao van ovog osvajanja. Bio je to Dvorac Kroja sagrađen u 5. ili 6. veku.
U vreme otomanske imperije, u 15. veku dvorac je bio sedište Đurađa Kastriotia, kasnije nazivanog Skenderbeg i „zmaja Albanije”, albanskog plemića i vojnog zapovednika. On je u ranom periodu života bio poslan kao talac otomanskog dvora zajedno sa njegovom braćom, nakon što je njegov otac Ivan Kastriot, koji je bio među prvima koji se suprotstavio upadima Bajazita I, bio na to prinuđen od strane Sultan kako bi osigurao vernost plemića tih krajeva. Tretman taoca nije bio tako loš. Naprotiv, Đurađ Kastrioti se školovao u najboljim vojnim školama gde je u čuvenoj školi za janičare — Enderunu, trenirao, i bio među najuspešnijim učenicima, obučavan da postane budući vojni komandant. Kada je završio školu Enderun, sultan mu je obećao vlast nad posedima kojima je vladao njegov otac. Čuvši to, Ivan se zabrinuo da sultan ne pošalje Skenderbega da zauzme njegov posed, pa je u aprilu 1428. godine, obavestio Mletačku republiku, u nadi da će od njih dobiti pomoć. Tom prilikom Ivan je bio primoran da traži oproštaj od Mletačke, budući da je njegov sin Skenderbeg prethodno ratovao sa hrišćanima. Ivana je 1430. godine ipak porazio vojvoda Skoplja, Isak-beg, koji je uspeo da zauzme neke delove Ivanovih teritorija, ali ne sve.
Skenderbeg je 1437. smenio dotadašnjeg osmanskog namesnika grada Kroje Hizir-bega, i u njemu vlado kao osmanski namesnik u Kroji do novembra 1438. godine, kada je Hizir-beg ponovo postavljen na taj položaj. Dok je bio u oblasti današnje Albanije kao osmanski namesnik, održavao je dobre odnosa sa svojim ljudima i sa plemićima, poput svog oca. Nakon toga, do maja 1438. godine, Skenderbeg je vladao velikim vilajetom u oblasti oko Maće i Lješa, odakle je uspeo da osvoji devet sela koja su prethodno pripadala njegovom ocu Ivanu, pa je po njemu nazvao tu oblast „Ivanov posed”. Zbog veština koje je pokazao u borbama, Skenderbeg je od sultana dobio titulu valije. U to vreme, Skenderbeg je komandovao vojnom jedinicom od 5.000 ljudi.
Nakon smrti njegove braće Repoša 25. jula 1431. godine i Konstantina 1437. godine, kao i njegovog oca Ivana 1437. godine, Staniša i Skenderbeg nastavili su politiku svog oca prema Mletačkoj republici i Dubrovniku. Godine 1438/9. imali su neprekidne privilegije u tim državama, koje su nasledili od oca.
Nakon napuštanja službe u Osmanskom carstvu Skenderbeg je vodio pobunu protiv vladavine Osmanlija u Albaniji. U Lješu 1444. godine sazvao je plemenske glavare Arbanije i Crne Gore, kako bi se zakleli da će zajednički ratovati protiv Osmanlija. Postao je vođa tada formirane Lješke lige. Zbog borbe protiv Osmanlija prvo ga je glorifikovala Katolička crkva (iako je tokom svog života bio i musliman i pravoslavac), a ubrzo i slovenski narodi sa Balkana, koji su ga smatrali svojim nacionalnim herojem.
Pod njegovim zapovedništvom srednjovjekovni dvorac Kroja, koji je branila mala vojska obično ne veća od 3.000 branilaca, odbijala je osmanske višestruke masovne opsade, počevši od 1444. godine. Osmanske snage koje su osvojile velike površine poput Carigrada i Balkana nisu mogle 15 godina probiti obranu ovog dvorca.
Kastriotijeve vojne veštine predstavljale su veliku prepreku osmanlijskoj ekspanziji u zapadnoj Evropi. Osmanlije su mu dali nasimak Iskender bey, što znači „Gospodin Aleksandar” ili „Vođa Aleksandar” (a prevodi se kao Skanderbeg), što se smatra da je ništa manje od poređenja sa Aleksandrom Velikim.
Deset godina nakon smrti Skenderbega, koji je bolovao od malarije i umro 17. januara 1468. godine, u 63. godini života, 1478. godine, nakon što je pretrpelo mnoge uporne napade osmanske vojske, ovo albansko uporište je konačno osvojeno, i vlast nad dvorcem i Krojom preuzeo je osmanski vladar sultan Mehmed II.

## Značaj dvorca za Albance
Dvorac Kroje izgrađen još u 5. veku, iako je u prethodnih 10 vekova pretrpeo mnoge oluje, svoju slavu doživo je u 15. veku, pod upravom Skenderbega. Od tog veka on je za Albaniju postao deo istorije prožete određenom vrstom veličanstva, jer se poistovjećuje sa pričom o ovom dvorcu, po kojoj Albanci sebe smatraju jednom malom ali moćnom silom.

## Dvorac danas
Dvorac je danas pretvoren u Nacionalni muzej u Kroji, u čijem sastavu su pored Skenderbegovog i Etnografski muzeja i ostaci džamije, hamama, propovedaonice i bazar.
Skenderbegov muzej
Dvorac je danas proglašen za kulturno-istorijski spomenik od velikog značaja i u njemu je osnovan muzej posvećen legendarnom albanskom vođi Skenderbegu. Otkako je otvorena 1982. godine, Muzej je postao znamenitost Kruja i jedno je od najposećenijih mesta u Albaniji. Muzej je nasta angažovanjem stručnjaka iz svih oblasti nauke i kulture, uključujući tim poznatih albanskih arhitekata, koje su predvodili Pirro Vaso i Pranvera Hoxha. Inspiraciju su crpili iz konceptualne platforme koju je osmislio Aleks Buda, tada predsedavajući Akademije nauka Albanije. Timovi koje je vodio poznati istoričar Kristo Frashëri i talentovani albanski slikar Bashkim Ahmeti, takođe su doprineli ovom velikom projektu.
Muzej je izvorno zamišljena kao mesto istorijskih sećanja, a njegov izgled uspešno je usklađen sa istorijom i srednjovekovnom umetnošću. Muzej prikazuje život i istoriju albanskih kneževina. Eksponati su raspoređeni na način koji hronološki prikazuju Skanderbegov život i njegova vojna dostignuća, u jednom od najponosnijih razdoblja albanske istorije. Važan prikaz je replika oružja Skanderbega: njegova čuvena kaciga i mač u obliku kozje glave. Hronološki izložba posetioca upoznaje sa istorijom kroz predmete od keramike, bronze, gvožđa i bakra, kao i originalne ikone i mačevi tog razdoblja, crkveno zvono iz 1462. godine. Vizantijske freske koje pokrivaju zidove muzeja, potsećaju na povratak Skanderbega u Kruju i veličaju ujedinjenje nekad podeljenih albanskih kneževina.
Džamija
Ispred muzeja su ruševine nekadašnje crkve, pretvorene u džamiju sultana Mehmeda Fatiha nakon osmanske okupacije, nazvana po čoveku koji je konačno narušio sigurnost dvorca.
Sahat kula
Među ruševinama unutar zidina dvorca stoji Stari toranj sa satom, sa istim zvonom koje je jednom zazvonilo kako bi najavilo smrt Skanderbega. Ovaj sat koji su izradili zanatlije Kroje, nekada je koordinisao rad u gradu, poput: radnog vremena stanovnika i radnog vremena trgovina, kao i vremena molitve.
Etnografski muzej
U tradicionalnoj orjentalnoj kući u kompleksu dvorca, ispod muzeja Skanderbega, nalazi se jedan od najboljih etnografskih muzeja u Albaniji. Postavljen je u originalnoj otomanskoj kući iz 18. veka, izgrađenoj 1764. godine. Kuća je pripadala imućnoj porodici Paše Toptanija.
Muzej je smešten unutar utvrđenog dvorišta, neposredno uz Skenderbegov muzej, u beloj trospratnoj građevina sa kulom u sredini. Zgrada je zasvetljena drvorezbarenim prozorima svih veličina, i poseduje ukupno 15 soba koje govore o porodičnom životu u gradu Kroje.
Izložba počinje u radnom delu dvorišta kuće, u kojoj se nalaze stoletna pećnice, pčelinje košnice od kamena, kućice za pse i piliće i mnogi drugi tradicionalni alati predmeti nephodni za jedno domaćinstvo. Svi predmeti u muzeju su originalni i najvećim delom još uvek funkcionalni.
U prizemlju zgrade izloženi su tradicionalni poljoprivredni alati, nekada koriščeni u starim zanatima za obradu kože, ili su koriščeni u tradicionalnom uzgoju maslina i ceđenju maslinovog ulja.
Drugi sprat posvećen je porodičnom životu i zasigurno je jedan od najfascinantnijih delova muzeja, jer se sastoji od:
- ženske sobe koja uključuje ono što Albanci nazivaju pidžom, sa kolekcijom posebno izrađenih predmeta koje mlada žena čuva za svoj budući brak — često uključujući prekrivače, prekrivače stola, ukrase i druge takve predmete. Ženska soba demonstrira tradiciju gostoprimstva, kao i njihovu tradicionalnu ulogu uz ponizno posluživanja glava domaćinstava.
- muška soba, koja ima potpuno drugačiju atmosferu jer je ukrašena mačevima i puškama. Žene su promatrale aktivnosti muškaraca u muškoj sobi kroz male prozore kako bi se uverile da im ne nedostaje hrane i pića, i samo im je bilo dopušteno da uđu u ovu sobu da bi ih poslužili.[14]

U ovom Muzeju ne samo da je prikazan nivo luksuza jedne porodice, već je prikazana i bogata etnografska zbirka, sakupljena u mnogim albanskim porodičnim kućama, samostalnost domaćinstva koje se održavalo proizvodeći vlastitu hranu, piće, kožu i oružje. Zidovi kuće obloženi su freskama iz 1764. godine, rezbarenom stolarijom, a prostorije opremljene živopisno oslikanim nameštajem i mini turskim kupatilom (hamamom). Kuća je imala i vodenicu.
- Devojačka soba
- Muška soba
- Presa za masline
- Domaća radionica

Propovedaonica
U sklopu ovog komleksa nalazi se spomenik, Tekije Dolme propovedaonica muslimanske vere izgrađena u 18. veku.
Hamam
Odmah pored propovedaonice, jugozapadno od dvorca nalazi se, tursko kupatilo (hamam) iz 15-tog veka. Ovaj objekat se sastoji od četiri prostorije. Od svlačionice koja je danas otkrivena (bez krova) spušta se u međuprostor koji s desne strane ima tragova nekadašnjik kupki. Nešto sačuvanija su dva odvojena kupatila u kojima je bila kada. Sa desne strana hamam osvetljavaju prozori. Topla vod se u kupatilo dovodila kroz mali otvor u zidu iz cisterne sa toplom i hladnom.
Bazar
Na putu iz grada Kroja prema dvorcu nalazi se deo turskog bazara, jednog od najstarijih u Albaniji, starog više od 400 godina, koji je na svom vrhuncu primao i više od 150 trgovaca koji su prodavali robu posetiocima i stanovnicima dvorca. Danas se na bazaru pokraj dvorca prodaju proizvodi tradicionalnih zanata i starine. On je glavna tačka za poslovanja između većine vodećih gradskih trgovca. Upravo u ovom bazaru trgovci su prvi počeli službeno međusobno razmenjivati različite vrste robe. Povoljno smešten na glavnom putu koji vodi do dvorca Kruja, prostor čini deo muzeja i ujedno služi svojoj tradicionalnoj komercijalnoj nameni.

## Informacije za turiste
Radno vreme
- Leti: od maja do okrobra, svaki dan od 09:00 — 19:00 časova
- Zimi: od oktobra do maja, svaki dan od 09:00 do 14:00 i od 16:00 do 19:00, nedjeljom od 09:00 do 19:00 časova

Nacionalni muzej u Kroji poseduje vodiče na albanskom i engleskom jeziku.

## Napomene
1. ↑  Kruja ima dugu tradiciju uzgoja maslina i preradi maslinovog ulja, što seže sve do vremena legendarnog  Skanderbega u 15. veku

## Spoljašnje veze
- „The Medieval Albanian Castle That Resisted the Mighty Ottomans”. Atlas Obscura (на језику: енглески).